# Vaejovis sprousei
Espèce
Vaejovis sprousei est une espèce de scorpions de la famille des Vaejovidae.

## Distribution
Cette espèce est endémique du Mexique. Elle se rencontre au Nuevo León et au Tamaulipas.

## Description
Le mâle décrit par González Santillán, Sissom et Pérez en 2004 mesure 31,80 mm.

## Étymologie
Cette espèce est nommée en l'honneur de Peter Sprouse.

## Publication originale
- Sissom, 1990 : « Systematics of Vaejovis dugesi Pocock, with descriptions of two new related species (Scorpiones, Vaejovidae). » Southwestern Naturalist, vol. 35, no 1, p. 47-53.